# Agence Arménienne de Développement

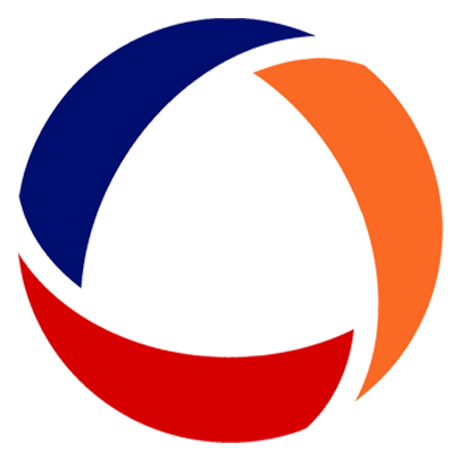
Logo de L’Agence Arménienne de Développement

L’Agence Arménienne de Développement (AAD) a été établie en 1998 par le Gouvernement de la République d’Arménie afin de faciliter les investissements étrangers directs et de promouvoir les exportations. 

## Fonctionnement
Il fonctionne comme une agence à « guichet unique » pour les investisseurs, en les soutenant dans l’installation de leur commerce en Arménie, la mise en œuvre des projets, jouant un rôle d’intermédiaire avec le Gouvernement, renseignant sur les opportunités d’investissement dans le pays, ainsi que la réglementation et la législation relatives à l’investissement. 
Dans ses activités de promotion des exportations, l’AAD aide à trouver des marchés pour les produits, entreprend des études de marché et recherche des partenaires pour des entreprises communes, visant à accroître le volume des exportations et du développement des entreprises arméniennes. L’AAD organise également des conférences internationales, des business forums, des salons et des expositions. 
Le Gouvernement Arménien considère l’AAD comme le principal médiateur national comblant le vide entre la politique du développement et la mise en œuvre, et les secteurs privé et public[réf. nécessaire]. 
Le président du conseil d’administration de l’AAD est le Premier ministre de la République d’Arménie. 
L’AAD coordonne également le travail du Secrétariat du Comité d’Aide au Développement de la République d’Arménie.

## Liens Externes
- « L’Agence Arménienne de Développement »